# Siège de Missolonghi
Vous lisez un « article de qualité » labellisé en 2007.
Guerre d’indépendance grecque
Batailles
- Patras
- Alamana
- Gravia
- Valtetsi
- Doliana
- Drăgășani
- Tripolizza
- Péta
- Chios
- Dervénakia
- Nauplie
- Karpénissi
- Guerres civiles (en)
- Psará
- Maniaki (en)
- Sphactérie
- Missolonghi
- Arachova
- Phalère
- Navarin

Le siège de Missolonghi de 1825-1826 est un épisode déterminant de la guerre d'indépendance grecque (1821-1829), car il a été un facteur essentiel du basculement de l’opinion européenne en faveur de l’indépendance grecque. Son importance est aussi politique que militaire.
Par sa situation sur la rive nord du golfe de Patras, Missolonghi (grec moderne : Μεσολόγγι) est une place stratégique qui commande l'accès au golfe de Corinthe, mais aussi au Péloponnèse et à la Grèce du nord. Elle avait prouvé cette importance au XVIe siècle lors de la bataille de Lépante.
Missolonghi fut assiégée à plusieurs reprises par les Ottomans au cours de la guerre d’indépendance grecque : en 1822, puis en 1823. Les défenseurs de la ville furent alors rejoints, financés et entraînés par Lord Byron en 1824. Les Ottomans assiégèrent de nouveau Missolonghi en 1825-1826 et finirent par s'emparer de la ville en avril 1826.
La mort de Byron dès 1824, ainsi que la défense héroïque et le sacrifice de la population au cours des sièges, marquèrent les philhellènes et l’Europe en général, de sorte que cette défaite des Grecs joua un rôle déterminant dans l'obtention de leur indépendance trois ans plus tard.

## Guerre d’indépendance grecque

Theodoros P. Vryzakis, Germanos bénit les insurgés grecs.

La guerre d’indépendance grecque fut une guerre de libération contre l’occupation ottomane. Si les affrontements principaux eurent lieu dans le Péloponnèse et autour d’Athènes, il y eut aussi des combats en Épire et en Grèce centrale.
En effet, Ali Pacha de Janina qui cherchait à assurer définitivement l’indépendance de ses possessions en Épire s’était révolté contre le Sultan Mahmoud II en 1820. La Porte (nom parfois aussi donné au gouvernement de l’Empire ottoman) avait dû mobiliser toute une armée autour de Ioannina. Le Sultan avait envoyé Khursit Pacha, alors gouverneur du Péloponnèse, et ses troupes pour mater la rébellion. Missolonghi était le port stratégique de communication entre les deux régions : Péloponnèse et Épire.
Pour les patriotes grecs organisés dans la Philiki Etairia et qui préparaient le soulèvement national depuis la fin du XVIIIe siècle, la rébellion d’Ali Pacha rendait le moment favorable. Il y avait potentiellement moins de soldats ottomans disponibles pour réprimer leur soulèvement. L’insurrection fut déclenchée dans le Péloponnèse. Elle commença entre le 15 et le 20 mars 1821, sur toute la côte Nord du Péloponnèse (Patras, Vostitsa, Kalavryta) et dans le Magne. Theodoros Kolokotronis, un des chefs de l’insurrection, avait sillonné le Péloponnèse au début de 1821 afin de faire avancer la cause de l’indépendance. Il était parti de Zante qui avec Corfou était une des bases de préparation de l’insurrection. Les îles Ioniennes fermaient le golfe de Corinthe dont Missolonghi, avec Patras commandait l’entrée. Le 25 mars, l’archevêque de Patras Germanos, proclama la guerre de libération nationale.
Les insurgés grecs prirent en quelques mois le contrôle de l'Acarnanie et de l'Étolie (l'ouest de la Grèce continentale, au sud du golfe d'Arta), tandis qu'en Épire les Souliotes alliés à Ali Pacha avaient repris possession de leurs montagnes en novembre 1820 et harcelaient avec les armatoles de la région les troupes ottomanes. L’alliance était une alliance de circonstance ; les Grecs n’oubliant pas qu’Ali Pacha avait massacré les Souliotes au début du siècle. Deux tentatives ottomanes de traverser les passes du Makrynoros (la principale voie de passage entre la région d'Arta et l'Étolie-Acarnanie) furent repoussées en mai et juin. Fin novembre, la coalition des armatoles grecs, des Souliotes et des troupes d'Ali attaqua Arta ; malgré des succès initiaux, ils ne réussirent pas à en garder le contrôle lors de la contre-attaque ottomane. Les troupes d'Ali quittèrent alors leurs alliés et passèrent dans le camp ottoman, en partie à la suite des exactions anti-musulmanes des chrétiens (conversions forcées, destruction de mosquées, massacres notamment celui de Tripolizza en octobre).
Ali Pacha finit par être tué au début de 1822. Alors, les Ottomans purent tourner leurs forces contre les insurgés, au sud et en Épire. Khursit Pacha, ayant négocié avec les Grecs la libération de ses femmes et de son lieutenant capturés à Tripolizza en échange d'une forte somme et de la libération de ses otages souliotes, reprit l'offensive fin mai 1822.
Missolonghi comptait au début des années 1820 autour de 5 500 habitants, vivant presque tous de la mer. Construite à une des extrémités d’une baie peu profonde donc difficile d’accès aux navires à fort tirant d’eau, la ville n’est séparée de la mer distante de 7 km que par une lagune marécageuse appelée Limnothalassa ; elle est ainsi protégée à l’ouest et au sud. L’entrée de la baie est de plus commandée par les îlots de Vasiladi, Dolmâ et Anatolikon (sur lequel était bâtie une forteresse). Vers l’est, le mont Aracinthe constitue une autre défense naturelle. Malgré ces protections physiques, ses défenses terrestres se résumaient à un petit fossé presque comblé, un mur mal entretenu et quatre vieux canons,.

## Premier siège (novembre 1822-janvier 1823)
Après la défaite et la mort d’Ali Pacha, les Souliotes se retrouvèrent donc quasiment seuls face aux nombreuses troupes de Khursit Pacha (14 000 hommes). Ils appelèrent alors à leur aide les autres Grecs insurgés. Aléxandros Mavrokordátos fut dépêché sur place avec 920 pallikares grecs et 120 philhellènes. Ses huit navires quittèrent Corinthe pour Missolonghi, port d’entrée en Étolie. Les Souliotes, dans un dernier effort, avaient réussi à se dégager. Mavrokordátos se porta à leur rencontre, puis marcha sur Arta où il fut défait le 16 juillet (4 juillet du calendrier julien) par 7 à 8 000 Ottomans au cours de la bataille de Péta. Il perdit le tiers de ses hommes et la moitié de ses philhellènes et dut se replier vers le sud. Après une capitulation signée en août, les Souliotes rejoignirent Céphalonie en septembre sur des navires britanniques.

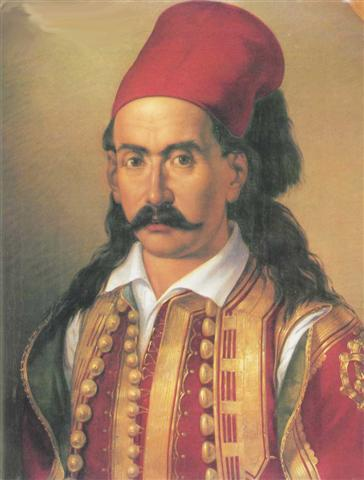
Markos Botzaris

À la mi-octobre, l’armée ottomane commandée par Omer Vrioni quitta Arta et traversa le Makrynoros sans rencontrer d'opposition, une partie des armatoles s'étant ralliée au camp ottoman. Il fallut évacuer l’Étolie, la population grecque de la région abandonnant ses possessions en brûlant fermes et récoltes pour ne rien laisser aux Ottomans,.
Les Grecs refluaient vers Missolonghi. Ils y furent rejoints par l’armée ottomane le 6 novembre (25 octobre julien),. Alors que l’infanterie turque bloquait la ville par la terre, trois navires de guerre mettaient en place un blocus maritime. Mavrokordátos et Markos Botzaris ne voulaient pas abandonner Missolonghi car la perte de la ville aurait ouvert la porte du Péloponnèse aux troupes turques. Il y avait alors face à face 360 Grecs avec des vivres et des munitions pour un mois et 11 000 soldats ottomans avec onze canons et quatre obusiers. Parmi les soldats de la Porte, se trouvaient des Albanais musulmans, considérés comme des troupes d’élite car encore invaincues.
Omer Vrioni commença par négocier pour obtenir une reddition sans avoir à combattre. Pour montrer sa bonne volonté, il accorda une trêve de huit jours afin que les Grecs réunissent les vaisseaux nécessaires à l’évacuation des civils. Hydra et Spetses envoyèrent sept navires qui, au lieu d’évacuer les populations, donnèrent la chasse aux navires ottomans (21 novembre 9 novembre julien), puis firent débarquer des renforts : d’abord 700 Péloponnésiens commandés entre autres par Petrobey Mavromichalis, puis 1 000 autres pallikares et leurs capétans (commandants) avec des provisions et des munitions (25 novembre 13 novembre julien),.
Les assiégeants souffraient quant à eux de la disette et de maladies (la région de Missolonghi est très marécageuse). De plus, les soldats albanais engagés par Omer Vrioni, qui n’avaient pas touché leur solde, refusaient de combattre. Les sorties régulières et meurtrières des assiégés démoralisaient les troupes ottomanes.
Omer Vrioni décida d’en finir en attaquant le jour de Noël 1822 (du calendrier julien). Il espérait que les assiégés, occupés par la fête religieuse seraient moins sur leurs gardes. L’effet de surprise échoua car des chrétiens au service des Ottomans réussirent à prévenir les Grecs. Ceux-ci étaient tous à leur poste de combat quand l’infanterie ottomane passa à l’action. Le combat dura trois heures. Les Ottomans durent finalement battre en retraite après avoir perdu 500 hommes (morts et blessés) et douze bannières. Les Grecs n’auraient eu à déplorer que quatre morts,.
Les assiégés continuèrent leurs sorties de harcèlement les jours suivants. Ils étaient aidés par des petites bandes de pallikares qui avaient réussi à rejoindre Missolonghi par la terre. Une expédition de secours pour dégager les Grecs était annoncée. Des troupes commandées par Mavromichalis furent envoyées vers les bouches de l'Achéloos afin de couper la retraite ottomane. Par ailleurs, certains armatoles comme Rhangos, qui étaient passés dans le camp ottoman en juillet après la défaite de Péta, rejoignirent à nouveau le camp grec et occupèrent les défilés du Macrynoros,.
De plus en plus menacé, Omer Vrioni donna l’ordre de lever le camp. Les Ottomans levèrent le siège dans la nuit du 11 au 12 janvier 1823 (31 décembre 1822 du calendrier julien), laissant sur place toute leur artillerie. Un désaccord, comme il y en avait alors beaucoup, entre les chefs grecs retarda la poursuite. l'armée ottomane ne put franchir l'Acheloos en crue, et dut s'installer dans les ruines de Vrachori ; une tentative de franchissement fut repoussée le 2 février, et la famine se fit durement ressentir dans le camp ottoman, la région ayant été dévastée. Le fleuve ne put être franchi que le 27 février, 600 soldats trouvant la mort par noyade. Finalement, les restes de l'armée ottomane rejoignirent leurs bases de Vonitsa et Prévéza autour du 5 mars, en traversant le golfe ambracique par bateau,,.
Le bilan de ce premier siège de Missolonghi fut positif pour les Grecs insurgés. Les Albanais de l’armée ottomane perdirent leur réputation d’invincibilité. Les Ottomans ne pouvaient plus, en tout cas par le nord, essayer de reprendre le Péloponnèse lors de cette campagne. La victoire à Missolonghi permit aux Grecs de croire en une possible victoire finale. Enfin, les nations d’Europe occidentale commencèrent à s’intéresser au sort des Grecs qui semblaient pouvoir gagner.

## Deuxième siège (octobre-décembre 1823)

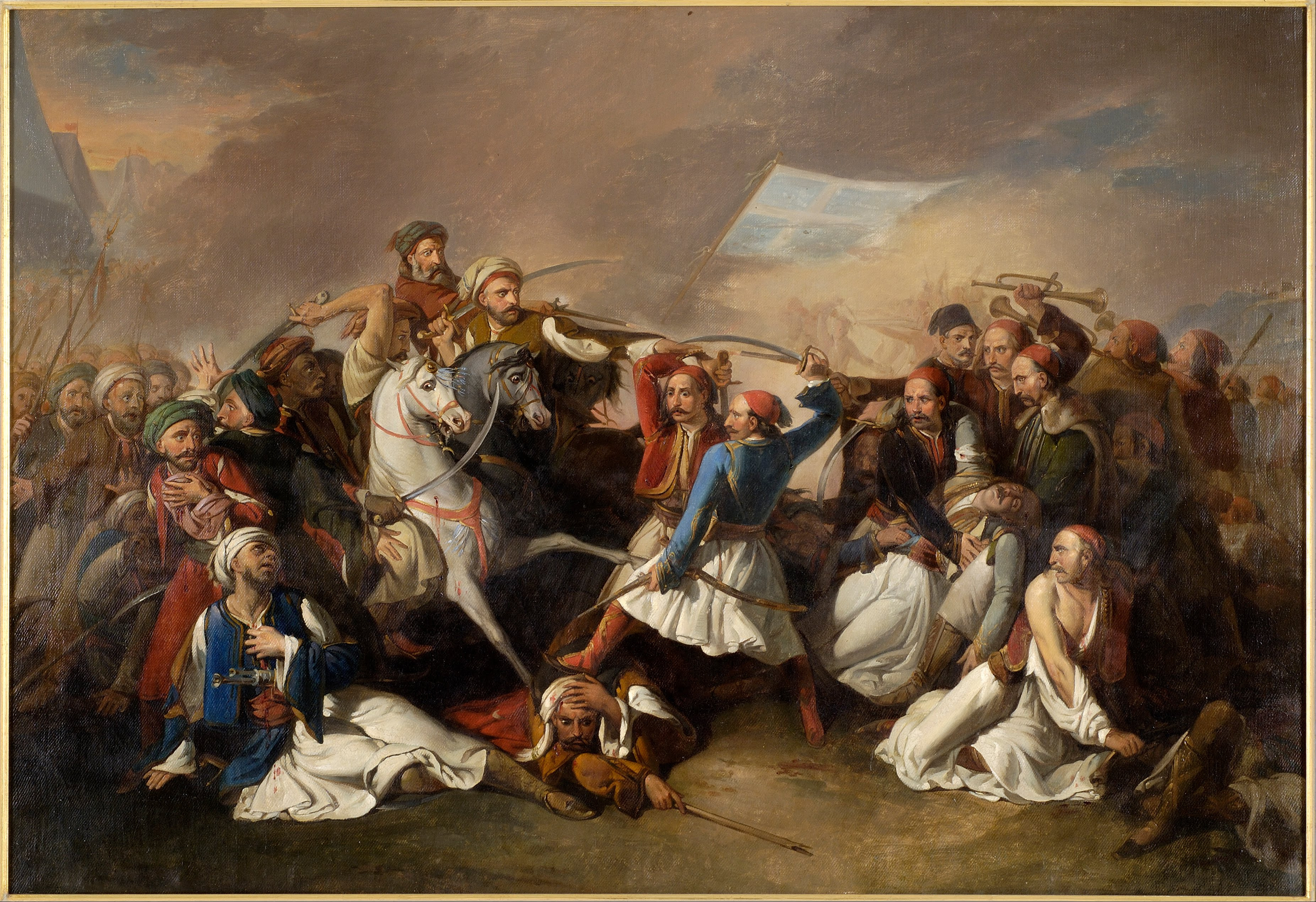
La Mort de Márkos Bótzaris par Filippo Marsigli.

En 1823 les Grecs profitèrent de la période de répit avant la campagne suivante, et peut-être de l’argent des philhellènes, pour améliorer les fortifications. La tâche fut confiée à l’ingénieur Coccini. Un nouveau mur avait été construit, avec des bastions auxquels on avait donné les noms de héros de la guerre d’indépendance comme Botzaris, Makris, Kyriakoulis Mavromichalis, Kanaris, Sachtouris, Miaoulis, Drakoulis (un dramaturge mort à la bataille de Dragatsani), Normann (un général philhellène décédé lors d’un siège précédent et enterré dans la ville) et Byron, mais aussi de personnalités s'étant illustrées au cours de guerres d'indépendance, comme Benjamin Franklin, Guillaume Tell, Kościuszko, Skanderbeg, Guillaume d'Orange, d'intellectuels comme Rigas ou Koraïs, et d'autres personnalités comme l'ingénieur en fortifications Montalembert, l'ancien évêque d'Arta Ignace, lord Sheffield (un Anglais ayant secouru des Grecs dont Coccini en Italie) et l'oncle et bienfaiteur de Coccini,,,,. Une cinquantaine de canons dont quatre obusiers constituaient maintenant l’artillerie de défense,.
Au printemps 1823, le Sultan entreprit une contre-offensive en Grèce, sous la direction de Mehémet-Pacha. Une partie de l’armée, commandée par le pacha de Scodra Moustaï, devait reprendre le siège de Missolonghi avec 13 000 hommes. Le Souliote Markos Botzaris tenta avec 2 500 montagnards acarnaniens et étoliens et 450 Souliotes d’arrêter la progression ottomane le 20 août (9 août julien). Il mourut lors des combats et son corps fut enterré à Missolonghi. En plus de Botzaris, les Grecs n'auraient perdu que 60 hommes. Les pertes ottomanes furent de 800 tués,,. Le frère de Markos, Constantin, prit la tête de la troupe de son frère mais les Grecs furent battus dans les engagements suivants et ne parvinrent pas à arrêter leurs ennemis.
Moustaï fit sa jonction avec 3 000 Albanais d’Omer Vrioni et mit le siège au village d’Anatolikon qu’il commença à bombarder le 17 octobre. Malgré les 2 000 projectiles envoyés, Anatolikon ne subit que peu de dommages. Le 20 octobre, Moustaï dut renoncer à couper la route maritime du ravitaillement de Missolonghi. Les vaisseaux grecs réussissaient à se frayer un chemin dans la baie peu profonde, ce qu’étaient incapables de faire les vaisseaux ottomans. Les assiégés étaient toujours ravitaillés, tandis que les assiégeants souffraient de la faim et les maladies avaient déjà emporté 2 000 soldats ottomans, qui étaient en outre divisés par des querelles entre les Guègues de Moustaï et les Tosques de Vrioni. Plutôt que d’affronter l’hiver, Moustaï leva le siège le 11 décembre,.
Les défenseurs grecs déploraient la perte de 200 hommes.

## Lord Byron à Missolonghi

Theodoros P. Vryzakis, L’Arrivée de Byron à Missolonghi.
Alexandros Mavrokordatos est l’homme en redingote noire qui l’accueille.

En Europe occidentale, la cause grecque devint le symbole du combat des libéraux et devenait l’incarnation de toutes leurs causes : liberté bien sûr, droit des peuples à disposer d’eux-mêmes et lutte contre l’oppression d’une monarchie conservatrice et archaïque. Un courant de sympathie pour les Grecs insurgés parcourut donc leurs rangs. Parmi eux, les plus engagés se baptisèrent philhellènes et s’organisèrent en comités un peu partout en Europe, mais aussi en Amérique. Leur principale activité fut de lever des fonds pour acheter des armes. Leur livraison fut confiée aux plus intrépides d’entre eux. Le poète britannique Lord Byron, déjà sur le continent depuis plusieurs années fut chargé par le Comité Philhellène de Londres, dirigé par son ami John Cam Hobhouse, avec qui il avait visité la Grèce dans les années 1810, d’apporter l’aide des philhellènes britanniques aux Grecs. Il quitta le port de Gênes pour Céphalonie en juillet 1823 avec un chargement d’armes et d’or. Aléxandros Mavrokordátos réussit alors à le convaincre de passer sur le continent.
Quelque temps avant de débarquer à Missolonghi, Lord Byron écrit dans son journal (le 17 décembre) :

« Les Turcs ne sont plus devant Missolonghi - personne ne sait pourquoi ils sont partis vu qu’ils ont laissé derrière eux quantité de provisions et de munitions - et la garnison n’a effectué aucune sortie, tout au moins aucune qui ait servi à quelque chose ; ils n’ont pas investi Missolonghi une seule fois cette année, mais ils ont bombardé Anatoliko. »

Lord Byron débarqua le 5 janvier 1824. Il fut accueilli par Mavrokordatos qui était arrivé en décembre. Les Souliotes s’étaient définitivement installés dans la ville mais, ils ne combattaient plus car leur solde n’avait pas été réglée. Byron utilisa une partie de sa fortune pour les payer. Il en engagea 500 qu’il entreprit de former à la discipline militaire occidentale. Il dut y renoncer. Il n’eut pas plus de succès avec les Grecs qu’il engagea à leur place. La fièvre qu’il avait contractée lors de son voyage de 1811 fut réactivée par l’air malsain des marais de la région. Il décéda le 19 avril 1824 (7 avril julien), jour de Pâques. Il fut alors considéré comme un martyr de la cause philhellène.

## Troisième siège (avril-octobre 1825)

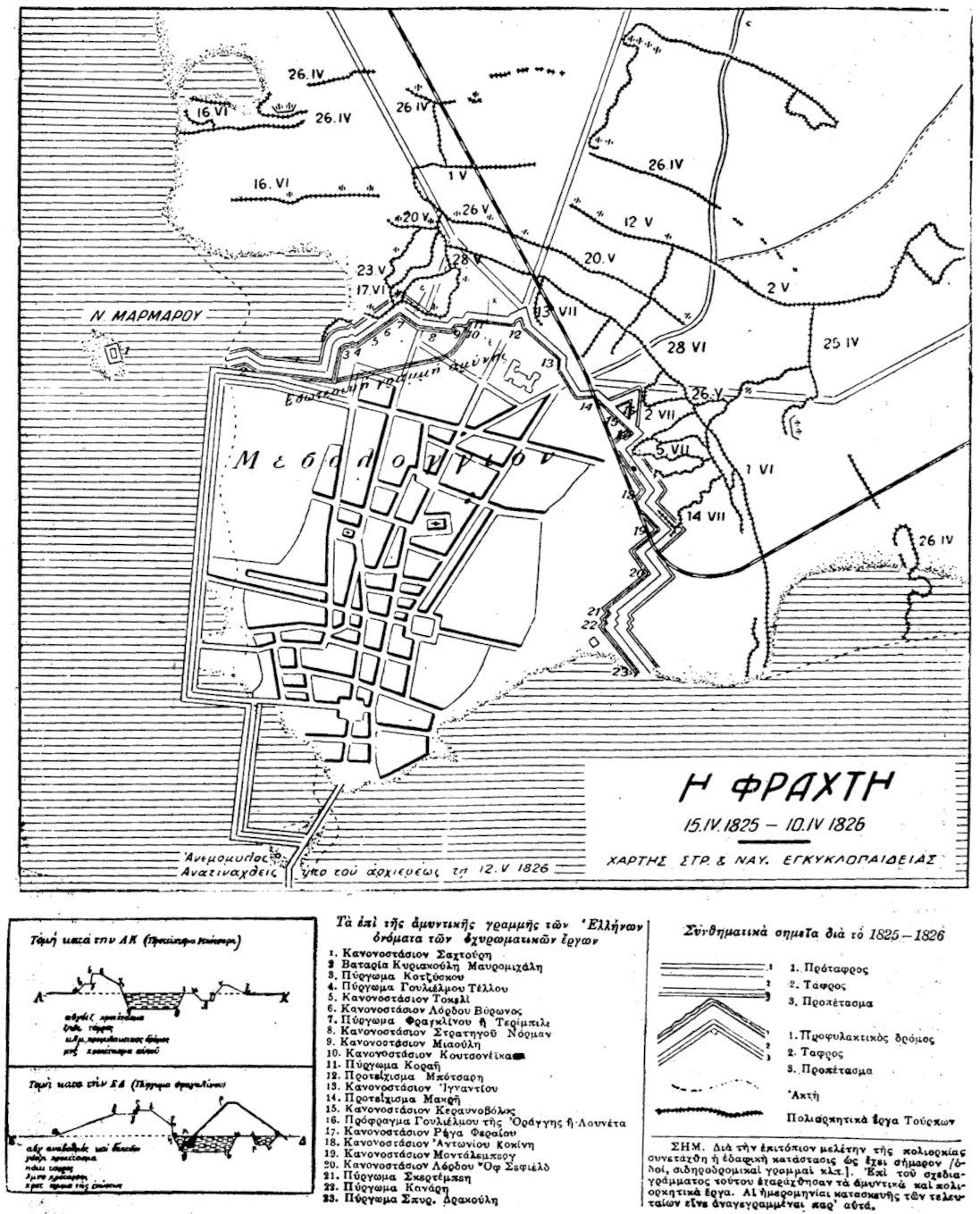
Plan des fortifications après 1824 et les tranchées de siège turco-égyptiennes

En mars 1825, les Ottomans assiégèrent une nouvelle fois la ville que sa position géographique rendait toujours indispensable aux deux adversaires. Le port constituait en effet le dernier bastion grec dans l'ouest de la Grèce continentale. Pour les Ottomans, les humiliations subies lors des sièges de 1822 et 1823 avaient accru leur désir de s’en emparer, pour une question d’honneur. Le Sultan avait envoyé son meilleur général, Rachid Pacha dit Kioutagi, qui avait déjà participé au premier siège, à qui il aurait dit : « Ou Missolonghi, ou ta tête ! »,. Il disposait de 20 000 hommes dont 3 000 sapeurs (soldats du génie chargés de « saper » les fortifications adverses). Le siège fut mis devant Anatolikon le 23 avril (11 avril julien), et devant Missolonghi le 27 avril (15 avril julien). Les artilleurs ottomans furent lents à installer leurs batteries. Le 17 mai, seulement trois canons et deux obusiers avaient été installés. Les défenseurs grecs rendaient leur tâche difficile, puisque les Ottomans devaient travailler sous leur feu. Missolonghi était défendue par 3 000 Grecs, dont un grand nombre de Souliotes. Au cours du mois de juin, 1 500 volontaires descendirent des montagnes renforcer Missolonghi. Le gouvernement central avait nommé un comité de trois notables responsable de la défense de la ville (deux commerçants et un fonctionnaire). Sans réelle expérience militaire, ils avaient délégué aux divers capitans. Ceux-ci se réunissaient tous les jours pour se concerter. Cependant, la place était principalement commandée par Nótis Bótsaris qui les coordonnait. Le philhellène suisse Johann Jacob Mayer (de) publiait dans la ville une gazette pour maintenir le moral des habitants,. Ce journal est considéré comme le premier journal de Grèce. Les assiégeants étaient ravitaillés par Naupacte et Patras.
Pendant deux mois, le siège fit peu de victimes, des deux côtés. Les brèches faites par les sapeurs ottomans étaient réparées la nuit suivante par les civils grecs à qui cette tâche avait été confiée (femmes, enfants et vieillards). En juin, les assiégés furent ravitaillés par une flotte commandée par Giorgos Negkas. Et le 20 juin, ils purent effectuer une sortie. Les sapeurs des assiégés firent exploser une mine dans le mur de circonvallation que des ingénieurs autrichiens au service des Ottomans avaient construit. L’attaque permit aux Grecs de tuer une centaine de soldats ennemis.

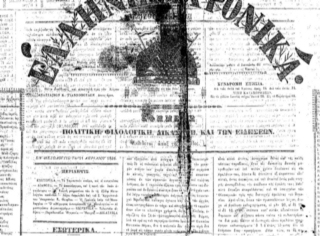
Ellinika chronika. Le journal de Missolonghi de J.J Mayer, considéré comme le premier journal de Grèce.

Tant que les communications maritimes furent possibles, les assiégés reçurent provisions et munitions du Péloponnèse et des îles Ioniennes. Mais, le 29 juin 1825, l’amiral ottoman Topal Pacha entra dans le lagon avec environ quatre-vingts vaisseaux turcs, égyptiens et algériens, la plus grande partie transportant des munitions et des provisions, mais aussi de nouvelles pièces d’artillerie. Missolonghi était coupée du reste de la Grèce. Cette fois, c’était au tour des Ottomans d’être ravitaillés. Rachid Pacha demanda à la ville de se rendre. La réponse des assiégés fut : « Les clés de la ville pendent au bout de nos canons. » Le 2 juillet, une mine détruisit le bastion « Botsaris » et les Ottomans tentèrent de pénétrer dans la ville. Ils furent repoussés. Rachid Pacha proposa à nouveau à la ville de se rendre. Les défenseurs se contentèrent d’envoyer de l’alcool aux Ottomans en leur précisant que c’était pour leur donner du courage, car prendre la ville ne serait pas facile. Le 18 juillet, le bastion « Franklin » fut capturé et les Ottomans y firent flotter leurs couleurs. Le moral dans la ville fut atteint. La contre-attaque grecque empêcha que les assiégeants entrent dans la ville. Le bastion fut repris à la fin de la journée. Les combats avaient fait 500 morts.
Le 23 juillet (julien), l’amiral grec Andréas Miaoúlis réussit à forcer le blocus et à apporter des provisions à la ville. Il attaqua la flotte ottomane avec 40 navires et des brûlots. Les navires ottomans s’enfuirent, regagnant le port d'Alexandrie et le blocus fut brisé ; les navires grecs détruisirent ensuite une partie de la flottille de canots des assiégeants qui occupait le lagon. Quelques jours plus tard, des troupes commandées par Geórgios Karaïskákis, commandant militaire de la Grèce de l’Ouest, et Kítsos Tzavélas, arrivèrent sur les arrières du camp ottoman ; une attaque combinée contre le camp de Rachid Pacha fut organisée dans la nuit du 25 juillet (julien), la garnison faisant une sortie avec un millier d'hommes contre les tranchées ottomanes, tandis que Karaiskaki attaquait par l'arrière avec 500 hommes.
Il envoya ensuite des troupes renforcer la garnison de Missolonghi, soulageant ainsi les assiégés. Le 28 septembre, Karaïskákis s’empara à Amphilochie du ravitaillement destiné aux Ottomans.
Le Sultan ayant laissé à Rachid Pacha jusqu’au beïram (Aïd pour les Ottomans) pour remplir sa mission, celui-ci tenta un dernier assaut désespéré qui échoua à nouveau. Ses troupes souffraient de plus en plus de la faim et des maladies. Des soldats commençaient à déserter. Les sorties des assiégés faisaient aussi beaucoup de mal au moral des assiégeants. Le 18 octobre 1825, Rachid Pacha interrompit le siège et se retira dans un camp retranché, à 1 km de la ville.

## Quatrième siège (janvier-avril 1826)

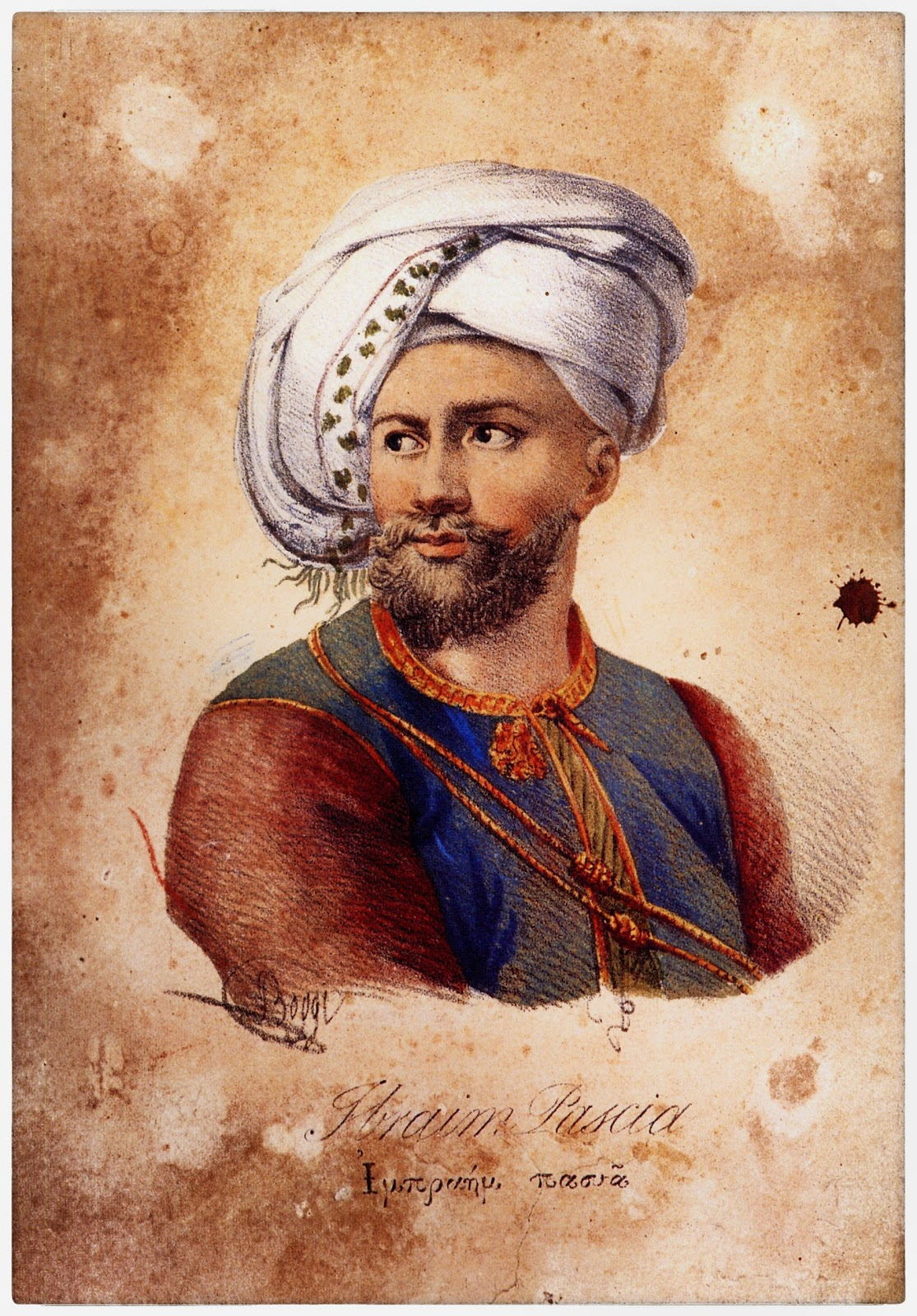
Ibrahim Pacha

### Opérations militaires
Le Sultan avait appelé à son aide Méhémet Ali, son vassal égyptien. Ce dernier avait envoyé son fils Ibrahim Pacha qui avait débarqué dans le Péloponnèse le 26 février 1825 et l’avait reconquis. La défaite de Rachid Pacha devant Missolonghi renforçait encore l’éclat de ses victoires. Il voulut encore accroître sa réputation et le prestige des troupes égyptiennes en réussissant là où les troupes turques avaient échoué.
Il envoya une partie de sa flotte bloquer Missolonghi en novembre 1825, puis traversa le golfe de Corinthe depuis Patras avec ses troupes et mit le siège devant la ville le 5 janvier 1826 (26 décembre 1825 du calendrier julien). Les travaux de réfection des fortifications mises à mal par le dernier siège n’avaient cependant pas pu être achevés. De nombreux habitants, autant de bouches inutiles, étaient aussi revenus, les Ottomans partis. Ibrahim Pacha se moqua de Rachid Pacha, disant qu’en huit mois il n’avait pas été capable de franchir cette clôture. Il désignait les remparts de la ville. Il affirma qu’en quinze jours il en viendrait à bout.
Vers la mi-janvier, Miaoulis réussit une nouvelle fois à ravitailler la ville. Cependant, l’opération fut plus difficile que les fois précédentes. Le trésor grec était à sec. Il fallait choisir : payer les marins pour transporter le ravitaillement depuis Hydra ou acheter ce ravitaillement. Les marins finirent par renoncer à leur solde et les philhellènes envoyèrent de nouveaux subsides. Devant Missolonghi, la flotte de Miaoulis se heurta à une forte opposition de la part de la flotte égyptienne mais réussit difficilement à passer.
Le 18 février, les travaux de siège étaient achevés. Ibrahim Pacha commença le bombardement. Entre le 25 et le 28 février, ses quarante canons et obusiers envoyèrent 8 000 boulets ou bombes sur la ville. Les dégâts furent considérables. Dans ses Chroniques helléniques, Ellinika chronika, Mayer, favorable aux assiégés, rapporta que les obus de mortier principalement firent des dizaines de morts. Cependant les hommes d’Ibrahim Pacha furent incapables de prendre les murs de la ville malgré un triple assaut nocturne fin février. Ibrahim Pacha dut reconnaître qu’il ne pourrait réussir seul et se tourna alors vers Rachid Pacha à qui il demanda de l’aide. Les deux armées réunies scellèrent le sort de Missolonghi.
La flotte d’Ibrahim Pacha réussit à mettre en place un blocus total du port, empêchant l’arrivée de tout nouveau ravitaillement. Les îlots protégeant la ville du côté du lagon tombèrent les uns après les autres. Vassiladi, défendu par une centaine de combattants fut capturé par Hussein Bey, beau-frère d’Ibrahim Pacha, le 9 mars (25 février julien), après qu’une bombe fut tombée sur un magasin de poudre. Il n’y eut que trois survivants. Dalmâ fut capturé le 14 mars (28 février julien) et ses deux cents défenseurs périrent. Anatolikon se rendit le 15 mars (1er mars julien). Ibrahim Pacha épargna les défenseurs, en espérant que Missolonghi suivrait l’exemple du fort. Les deux pachas proposèrent une nouvelle fois aux assiégés de se rendre. La réponse fut « Nous mourrons, nous ne nous rendrons pas. Huit mille armes sanglantes ne se rendent pas. ». Les assiégés exagéraient leur nombre, pour intimider les Ottomans. Le 15 avril (3 avril julien) Miaoulis s’approcha avec une trentaine de vaisseaux pour forcer le blocus naval, ce fut une défaite grecque et l’amiral ne fut plus en mesure de venir en aide à la ville. Le bombardement se poursuivit et le moral de la population baissa.
On peut lire dans les Ellinika chronika de Mayer :

« Nous souffrons de la faim, de la soif et de nombreuses maladies. 1 740 d’entre nos frères ont déjà péri. Plus de 100 000 bombes lancées par l’ennemi ont détruit les remparts et nos maisons. Nous souffrons des tortures du froid car nous manquons de bois. Quand on pense à tout ce qui nous fait défaut, il est incroyable de voir le courage et le moral de nos défenseurs. Dans quelques jours, tous ces braves ne seront plus que des ombres d’anges, des martyrs devant le trône de Dieu accusant l’indifférence du monde chrétien. Au nom de tous nos braves, j’annonce que nous avons fait le serment devant Dieu de défendre chaque pouce de terrain de la terre de Missolonghi. Nous préférons nous enterrer sous les ruines de notre ville plutôt que d’entendre parler de reddition. Nous vivons nos derniers instants. L’Histoire jugera et les générations futures pleureront notre sort. Quant à moi, penser que le sang d’un Suisse, descendant de Guillaume Tell, se mêlera à celui des héros de la Grèce m’emplit de fierté. »

Le haut commissaire de la République des Sept-Îles, sir Frederick Adam, essaya de faire signer un traité de paix mais en vain.

### Sortie des assiégés (Exodos)

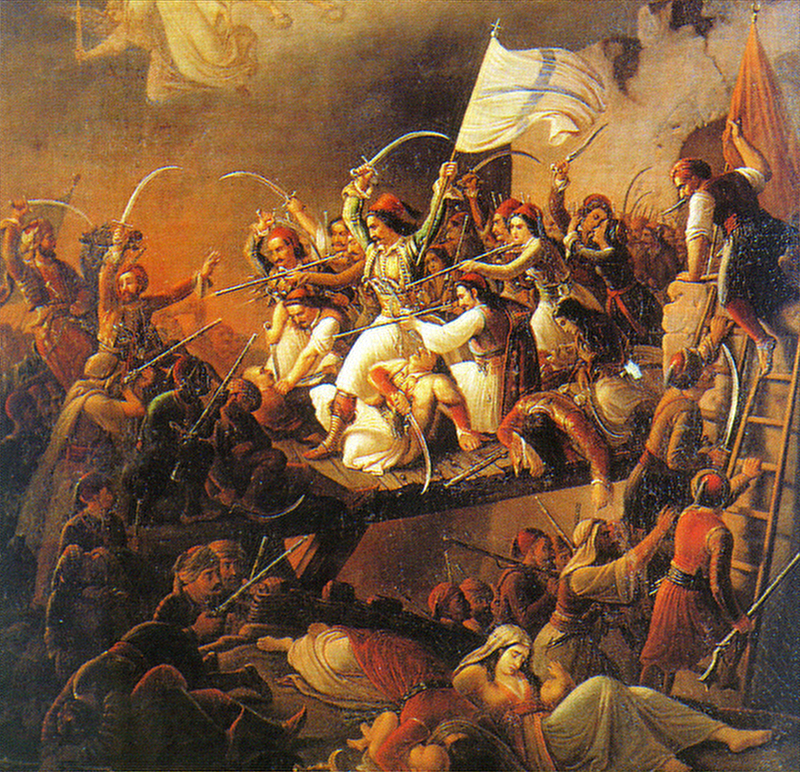
La Sortie de Missolonghi, par Theodoros P. Vryzakis.

La situation devint désespérée pour les défenseurs de la ville. Ils mourraient de faim s’ils restaient dans Missolonghi. Ils risquaient la mort s’ils tentaient une sortie, mais ils avaient une chance de survivre. Après environ un an à tenir la ville, les chefs grecs, Nótis Bótsaris, Kitsos Tzavellas et Makris élaborèrent un plan pour s’échapper. Geórgios Karaïskákis devait attaquer les Ottomans par l’arrière et ainsi créer une diversion pour permettre aux assiégés de s’échapper de la ville. Sur les 9 000 habitants, environ 7 000 étaient assez forts pour prendre part à ce plan. Ceux qui restaient derrière, blessés trop gravement pour pouvoir se déplacer et quelques derniers défenseurs prêts à se sacrifier, connaissaient leur sort.
L’évêque de Prévéza, Joseph, rédigea une déclaration qui fut signée par l’intégralité de la population :

« Au nom de la Sainte Trinité.
En nous voyant, armée et citoyens, jeunes et vieux, privés de tout espoir, manquant même du minimum vital depuis quarante jours aujourd’hui ; voyant que nous avons rempli nos devoirs de soldats fidèles envers leur nation au cours d’un siège ; voyant que si nous restons un jour de plus, nous allons mourir sur place au milieu de la rue ; considérant qu’il n’y a plus d’espoir de recevoir d’aide, ni par la mer, ni par la terre pour continuer le combat ; nous avons unanimement décidé, puisque nous sommes vainqueurs : Notre Sortie se fera à deux heures du matin, dans la nuit du samedi 10 avril, au lever du soleil du Dimanche des Rameaux, que l’aide vienne ou non. »

Dans la nuit du 22 au 23 avril (10 avril du calendrier julien), trois colonnes furent organisées, commandées respectivement par Botzaris, Tzavellas et Makris. Environ 2 000 hommes armés se trouvaient en avant et en arrière-garde. Au milieu, 5 000 vieillards, femmes et enfants étaient eux aussi armés. Certaines femmes s’étaient habillées en hommes, avaient pris les armes et avaient rejoint les combattants. Les assiégeants auraient cependant été prévenus par un déserteur bulgare. Ibrahim Pacha avait décidé de laisser passer les Grecs : il préférait qu’ils quittent la ville, qui ne serait plus défendue ; de même, les affronter en rase campagne serait plus aisé.
Les assiégés chargèrent hors des murs de la ville sous le feu des Ottomans en position défensive. Ils se heurtèrent aux différents ouvrages construits par les Ottomans pour empêcher toute sortie. La cavalerie égyptienne chargeant, la plupart des Grecs paniquèrent et se replièrent vers la ville. Les soldats albanais au service des pachas les poursuivirent. Bien que les soldats grecs aient réussi à se ressaisir, ils ne purent éviter le massacre. Des 7 000 personnes environ qui essayèrent de s’enfuir, environ 1 800 hommes et femmes réussirent à le faire sains et saufs.

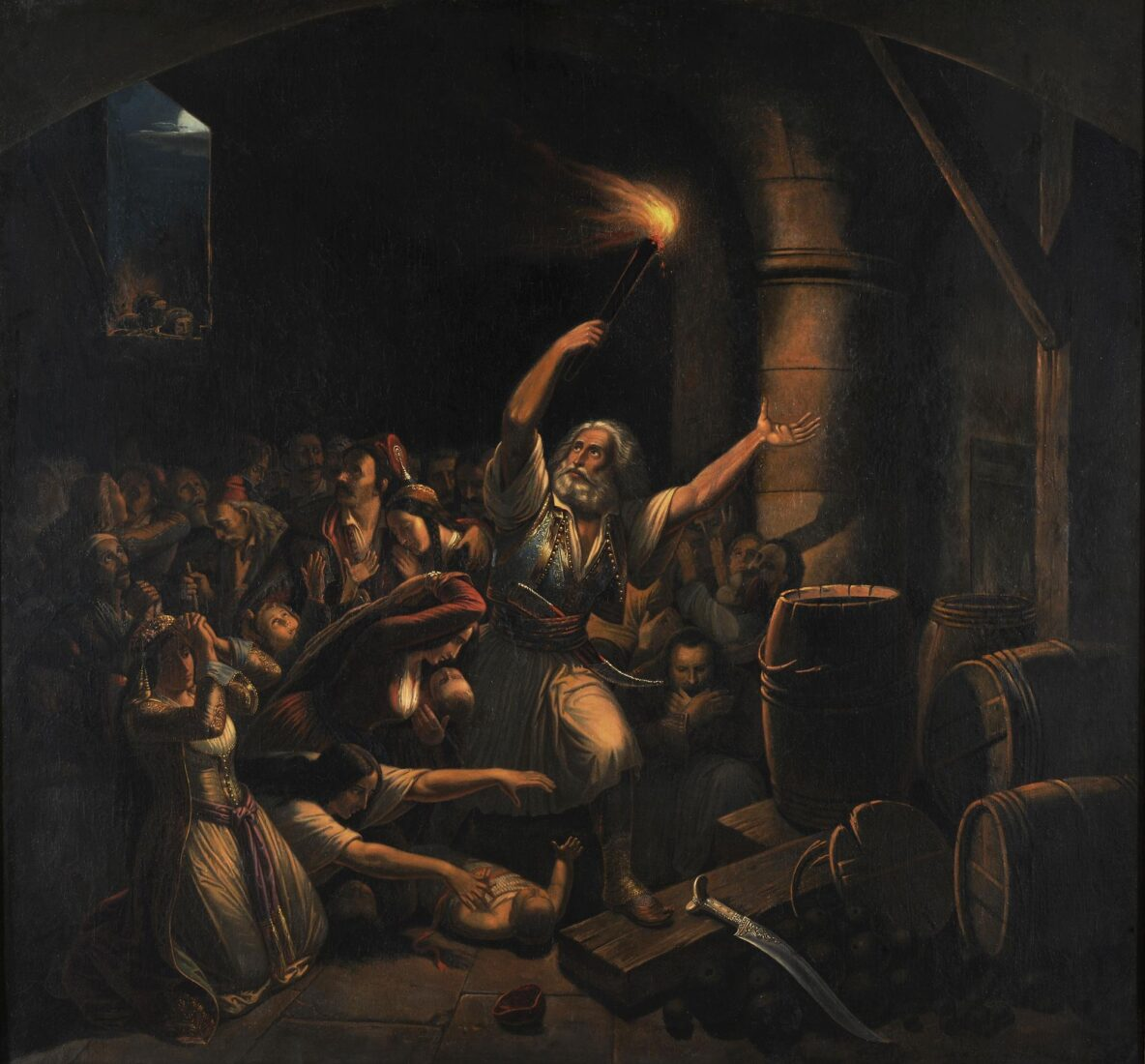
La mise à feu de la réserve de poudre à Missolonghi. Theodoros P. Vryzakis.

Le lendemain matin, dimanche des Rameaux, les Turcs et les Égyptiens entrèrent dans la ville. Les Grecs, menés par Kapsalis, se firent exploser avec leurs poudrières plutôt que de se rendre. Les survivants furent massacrés ou vendus comme esclaves. Les Ottomans placèrent également 3 000 têtes tranchées sur les remparts.

## Conséquences
Après cet épisode héroïque et meurtrier, le courant de sympathie pour la cause grecque s’amplifia en Europe occidentale. La mort de Byron, en martyr, avait déjà nourri le philhellénisme. Le sort de Missolonghi lors de la « Sortie » infructueuse accentua le phénomène. Les plus célèbres des partisans des Grecs, artistes reconnus, mirent leur art au service de la cause grecque. Leur propagande, par sa qualité et sa quantité, maintint vivant l’intérêt occidental pour l’insurrection, mais aussi la mauvaise conscience des gouvernements.
Ainsi, Chateaubriand écrivait dans sa « Note sur la Grèce » (où il appelait à aider la Grèce insurgée) qui précède en 1826 son Itinéraire de Paris à Jérusalem, alors qu’il apprenait qu’Ibrahim Pacha venait aider Rachid Pacha :

« Missolonghi, presque sans fortifications, repoussant les barbares entrés deux fois jusque dans ses murs ».
« On aime encore à espérer que Missolonghi n’aura pas succombé, que ses habitants, par un nouveau prodige de courage, auront donné le temps à la chrétienté enfin éclairée de venir à leur secours. Mais s’il en était autrement, chrétiens héroïques, s’il était vrai que, près d’expirer, vous nous eussiez chargés du soin de votre mémoire, si notre nom avait obtenu l’honneur d’être au nombre des derniers mots que vous avez prononcés, que pourrions-nous faire pour nous montrer digne d’exécuter le testament de votre gloire ? Que sont à tant de hauts faits, à tant d’adversités, d’inutiles discours ? Une seule épée tirée dans une cause si sainte aurait mieux valu que toutes les harangues de la terre. »

La Grèce sur les ruines de Missolonghi, par Delacroix (1826).

Victor Hugo écrivait dans Les Orientales (« Les Têtes du Sérail ») en 1826 :

« Frères, Missolonghi fumante nous réclame, 

Les Turcs ont investi ses remparts généreux. 

Renvoyons leurs vaisseaux à leurs villes lointaines.

(…) 

Missolonghi ! - Les Turcs ! - Chassons ô camarades, 

Leurs canons de ses forts, leur flotte de ses rades. »

Rossini, directeur du théâtre des Italiens depuis 1824, organisa, le 3 avril 1826 un concert en faveur des assiégés[réf. nécessaire].
Des étudiants parisiens auraient organisé une manifestation en apprenant la nouvelle de la chute de Missolonghi. Ils se seraient rendus aux Tuileries et auraient obtenu de Charles X, sorti sur son balcon, la promesse d’aider les Grecs.
Eugène Delacroix connut avec le tableau de la Grèce sur les ruines de Missolonghi (1826) le même triomphe qu'avec les Scènes des massacres de Scio (1824). Chateaubriand et Palmerston prononcèrent des discours en faveur de la Grèce devant leurs parlements respectifs. L’archéologue et antiquisant allemand Niebuhr fit des discours qui permirent de récolter des fonds pour les comités philhellènes allemands. Le Suisse Jean-Gabriel Eynard et le roi Louis Ier de Bavière dépensèrent une partie de leur fortune pour racheter les femmes et enfants de Missolonghi vendus comme esclaves en Égypte. Alexandre Pouchkine quant à lui défendit la cause de l’insurrection en Russie. Émile Souvestre se fit connaître grâce à sa pièce de théâtre Le Siège de Missolonghi en 1828.
Le traité de Londres fut signé le 6 juillet 1827. La France, la Russie et le Royaume-Uni reconnurent l’autonomie de la Grèce qui resterait vassale de l’Empire ottoman. Les trois puissances se mirent d’accord pour une intervention limitée afin de convaincre la Porte d’accepter les termes du traité. Une expédition navale de démonstration fut suggérée et adoptée. Une flotte conjointe russe, française et britannique fut envoyée pour exercer une pression diplomatique sur Constantinople. La bataille de Navarin, pas vraiment prévue, plutôt due à une rencontre de hasard, entraîna la destruction de la flotte turco-égyptienne. Ensuite, la France envoya une expédition terrestre, l’Expédition de Morée.
Ainsi, la prise de Missolonghi entraîna l’intervention des puissances européennes et permit la libération finale de la Grèce dans la guerre d’indépendance.

## Épilogue: la reconquête
Il fallut deux ans pour que Missolonghi soit reprise par les Grecs.
Le 27 décembre (15 décembre du calendrier julien) 1827, la Karteria, navire de guerre à vapeur, commandée par le capitaine Frank Abney Hastings, fit débarquer des soldats sur l’îlot de Vasilidi. Ils s’emparèrent du fort. Hastings fut ensuite mortellement blessé lors du débarquement sur Anatolikon le 23 mai (11 mai julien) 1828. Le 15 mai (3 mai julien) 1829, 4 000 soldats grecs commandés par Augustínos Kapodístrias mirent le siège devant la ville. Les défenseurs ottomans se rendirent sans combattre.
Aujourd’hui, seule la partie centrale des remparts est conservée, dont la « Porte de la Sortie » de 1826. Juste à côté de cette porte, dans un grand parc, se trouve l’heroôn ou « Jardin des Héros » dédié aux défenseurs de la ville tombés lors des sièges. Un tumulus central accueille les anonymes. À sa droite, la tombe de Márkos Bótzaris par le sculpteur français David d'Angers, puis le monument à Byron qui contient le cœur du poète philhellène. Le musée de la ville commémore les sièges grâce à de nombreuses œuvres, dont une Grèce sur les ruines de Missolonghi de Delacroix. La Société Byron tient aussi régulièrement des colloques à Missolonghi.

## Galerie
Quelques œuvres inspirées par le sort de Missolonghi.

Représentations dans l’art
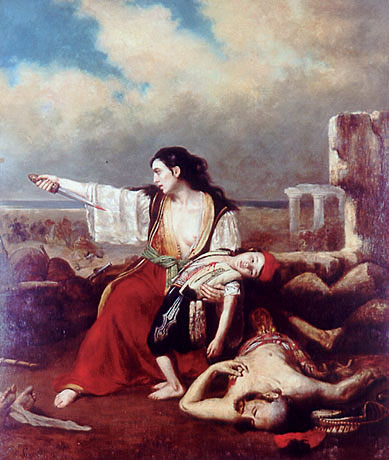
Scène de l'Exodos. par E. de Lansac (1828).
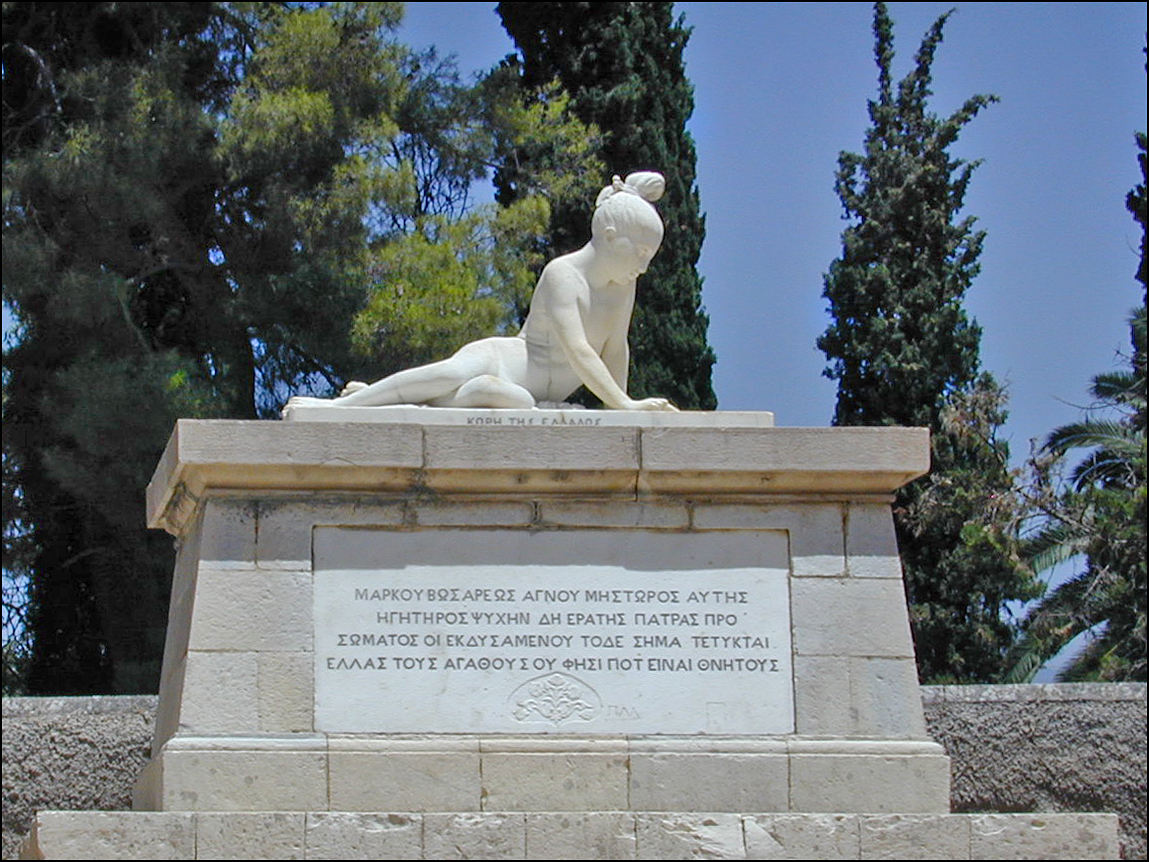
Tombe de Markos Botzaris par David d’Angers.
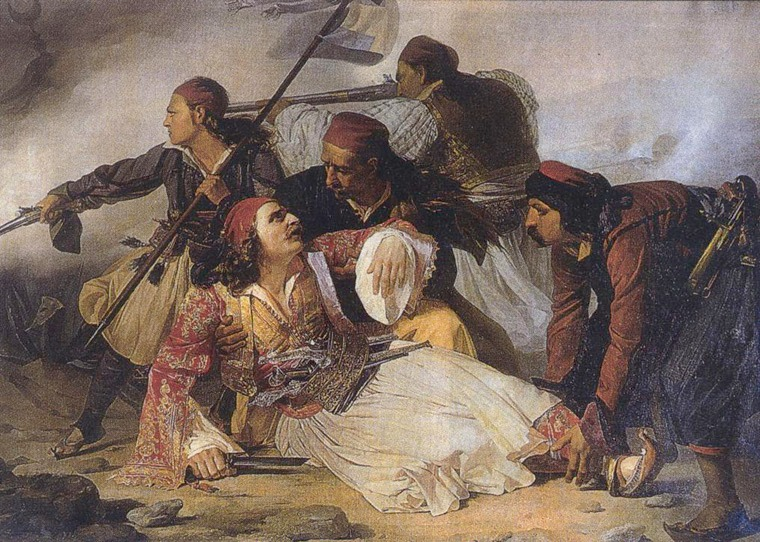
La Mort de Markos Botzaris., par Ludovico Lipparini.
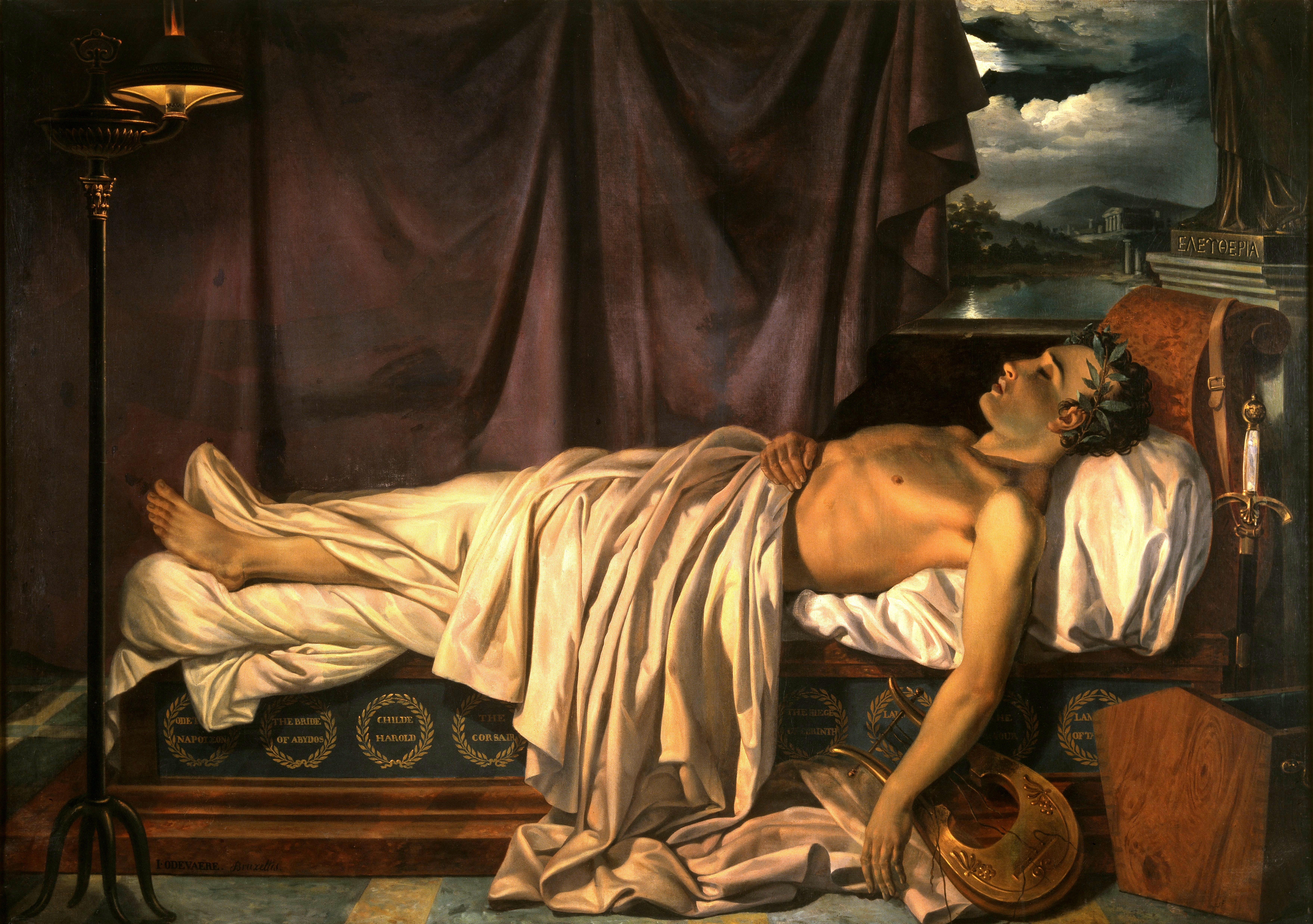
Lord Byron sur son lit de mort. par Joseph Denis Odevaer (1826)
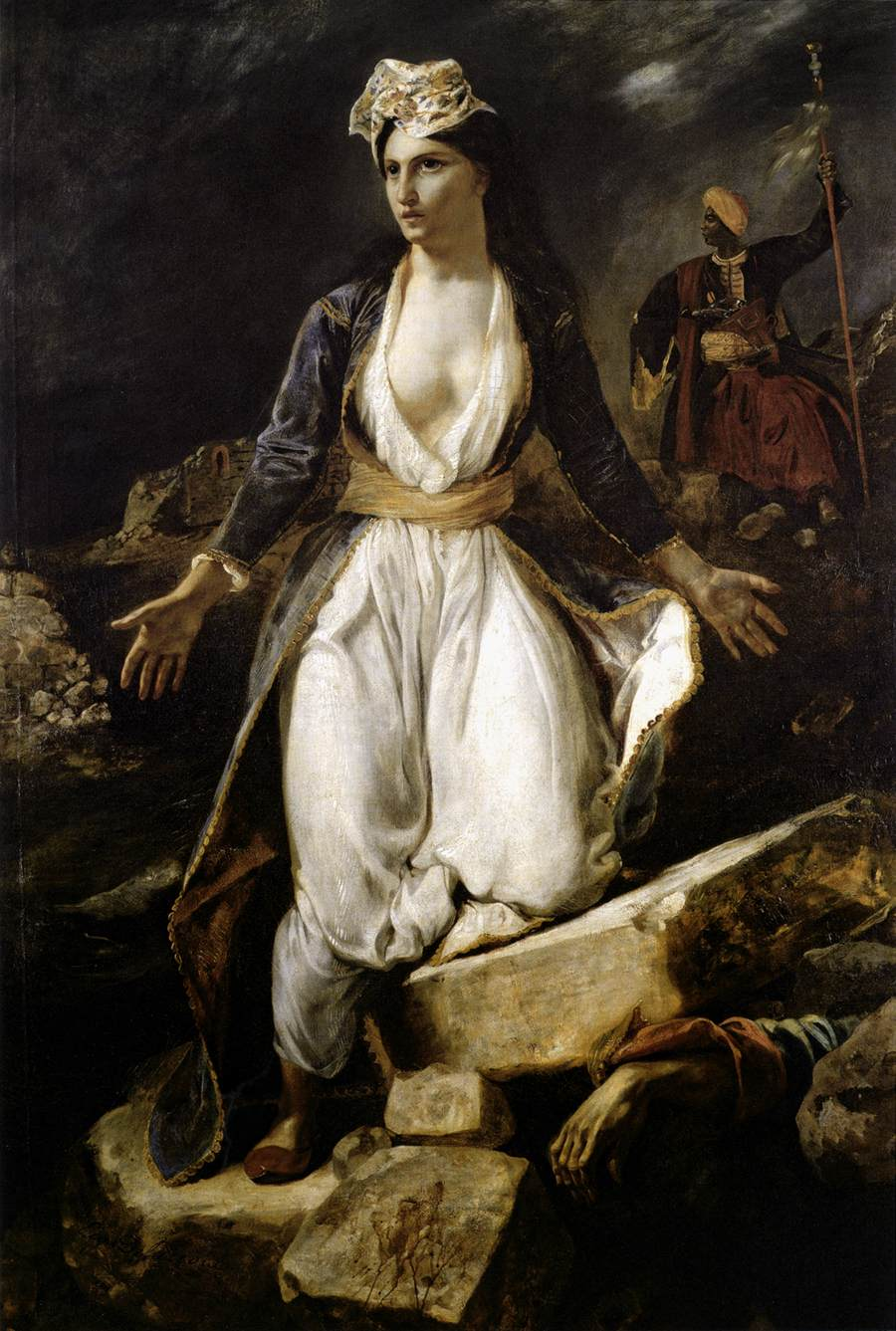
La Grèce sur les ruines de Missolonghi Eugène Delacroix, 1826 Musée des beaux-arts de Bordeaux